# قانون هاتش
قانون هاتش لعام 1939 - رسميًا قانون لمنع الأنشطة السياسية الخبيثة - هو قانون اتحادي يحظر نصه الأساسي الموظفين في الفرع التنفيذي للحكومة الفيدرالية، باستثناء الرئيس ونائب الرئيس وبعض المسؤولين رفيعي المستوى، من الانخراط في بعض أشكال النشاط السياسي. دخل القانون حيز التنفيذ في 2 أغسطس 1939. تم تسمية القانون نسبة إلى السناتور كارل هاتش من نيو مكسيكو. تم تعديله مؤخرًا في عام 2012.
تم تمرير قانون هاتش في عام 1939 لضمان تنفيذ البرامج الفيدرالية بطريقة غير حزبية، لحماية الموظفين الإتحاديين من الإكراه السياسي في مكان العمل، وضمان تقدم الموظفين الفيدراليين على أساس الجدارة وليس على أساس الانتماء السياسي.
بينما يوصف قانون هاتش بأنه قانون غامض، فإنه يؤخذ على محمل الجد. حوكمت وزيرة الصحة والخدمات الإنسانية كاثلين سيبيليوس بانتهاك قانون هاتش في عام 2012 لإصدارها «ملاحظات حزبية مؤقتة» نيابة عن مرشح سياسي. قام مسؤول آخر في إدارة أوباما، وزير الداخلية والتنمية الحضرية جوليان كاسترو بانتهاك قانون هاتش من خلال ظهوره في مقابلة أثناء عمله بصفته الرسمية لمراسل سأل عن مستقبله السياسي.
أمثلة على الانتهاكات بموجب قانون هاتش
بإقرار قانون هاتش أكد الكونجرس أن النشاط الحكومي الحزبي يجب أن يكون محدودًا للمؤسسات العامة لكي تعمل بشكل عادل وفعال. وقد اعتبرت المحاكم أن قانون هاتش ليس انتهاكًا غير دستوري للتعديل الأول الخاص بحرية التعبير لأنه ينص تحديدًا على احتفاظ الموظفين بالحق في التحدث علنا عن المواضيع السياسية والمرشحين
الممارسات الممنوعة
- استخدام السلطة أو النفوذ الرسمي للتدخل في الانتخابات
- التماس أو عدم تشجيع النشاط السياسي لأي شخص لديه عمل من قبل وكالتهم
- التماس أو تلقي المساهمات السياسية
- الترشح للمناصب العامة في الانتخابات الحزبية
- الانخراط في النشاط السياسي أثناء: الوجود في الخدمة أو العمل في مكتب حكومي أو ارتداء الزي الرسمي أو استخدام سيارة حكومية
- ارتداء الأزرار السياسية الحزبية

عقوبات مخالفة قانون هاتش
يجب فصل الموظف الذي ينتهك قانون هاتش من منصبه. ومع ذلك، إذا وجد مجلس حماية أنظمة الاستحقاق بالتصويت بالإجماع على أن الانتهاك لا يبرر الإزالة، فإنه يتم فرض عقوبة لا تقل عن 30 يومًا بدون تأجيل وذلك بتوجيه من مجلس الإدارة.
يجب أن يكون الموظفون الفيدراليون مدركين أيضًا أن بعض الأنشطة السياسية قد تكون أيضًا جرائم جنائية بموجب القانون رقم 18 من قانون الولايات المتحدة.
تاريخ قانون هاتش
المخاوف بشأن الأنشطة السياسية لموظفي الحكومة تكاد تكون قديمة قدم الجمهورية. تحت قيادة توماس جيفرسون - الرئيس الثالث للبلاد - أصدر رؤساء الإدارات التنفيذية أمرًا ينص على أنه «يحق لأي موظف (موظفًا فيدراليًا) أن يدلي بصوته في الانتخابات كمواطن مؤهل. ويتوقع منه ألا يحاول التأثير على أصوات الآخرين أو المشاركة في أعمال تنظيم الانتخابات».
في بداية القرن العشرين فرضت قوانين الخدمة المدنية حظراً عاماً على المشاركة الطوعية خارج الخدمة في السياسات الحزبية. وقد منع هذا الحظر الموظفين من استخدام«سلطتهم أو نفوذهم الرسمي لغرض التدخل في الانتخابات أو التأثير على النتيجة» وبناءا عليها تم تدوين هذه القواعد في نهاية المطاف في عام 1939 باسم قانون هاتش
في عام 1993، قام الكونغرس بتخفيف قانون هاتش بشكل كبير للسماح لمعظم الموظفين الفيدراليين بالقيام بدور نشط في الإدارة الحزبية والحملات السياسية الحزبية في أوقات فراغهم. ولكن يبقى الحظر على النشاط السياسي ساريًا عندما يكون هؤلاء الموظفون في الخدمة.